# Xylena cineritia
Xylena cineritia là một loài bướm đêm trong họ Noctuidae.